# Gotthardský silniční tunel

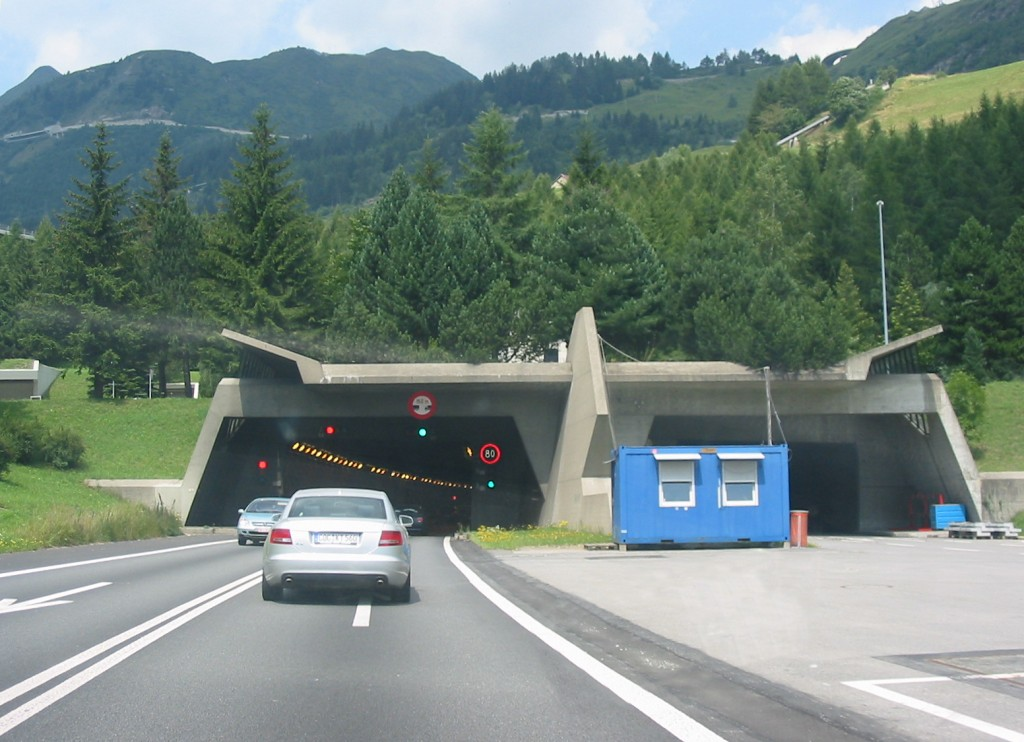
Jižní portál tunelu

Gotthardský silniční tunel je tunel, který byl postaven v roce 1980. Leží na dálnici A2 ve Švýcarsku, jako dvouproudý. Jedná se pouze o jeden tubus procházející pod masívem Svatého Gottharda a spojuje přímo lokality Göschenen v kantonu Uri a Airolo v kantonu Ticino. V současnosti jsou ve výstavbě další dva pruhy. Tunel je dlouhý 16,4 km. Jedná se o třetí nejdelší silniční tunel na světě.

## Požár
V říjnu 2001 došlo v tunelu k vážnému požáru po kolizi dvou kamionů, z nichž jeden přepravoval pneumatiky a plachty. Při katastrofě zahynulo 11 lidí.

## Další souběžné tunely
Gotthardský železniční tunel a Gotthard Basistunnel (Gotthardský úpatní tunel), který byl dokončen v roce 2016.